# Parafia Niepokalanego Poczęcia Najświętszej Maryi Panny w Bieniowie
Parafia Niepokalanego Poczęcia Najświętszej Maryi Panny w Bieniowie – parafia rzymskokatolicka, terytorialnie i administracyjnie należąca do diecezji zielonogórsko-gorzowskiej, do dekanatu Żary, erygowana w 1948. W parafii posługują księża diecezjalni. 

## Proboszczowie
- ks. Maciej Sieńko (1945-1975))
- ks. Stanisław Strzałkowski (1975-1981)
- ks. Jan Osikowski (1981-200)
- ks. Sławomir Marciniak (200-2012)
- ks. Andrzej Jędrzejowski (2012-2013)
- ks. Andrzej Woch (2013-2021)
- ks. Ryszard Walner (2021- zm. 2023)
- ks. Tadeusz Masłowski (1.12.2023-16.02.2024)[1]
- ks. Leszek Cioch (od 17.02.2024)[1]